# آرثر كلارنس برات
آرثر كلارنس برات هو سياسي كندي، ولد في 6 فبراير 1871، وتوفي في 26 أغسطس 1948 في كندا. حزبياً، نشط في حزب أونتاريو المحافظ التقدمي. وقد انتخب عضو برلمان مقاطعة أونتاريو.